# Patellapis partita
Patellapis partita är en biart som först beskrevs av Cockerell 1933.  Patellapis partita ingår i släktet Patellapis och familjen vägbin. Inga underarter finns listade i Catalogue of Life.